# Aristóbulo del Valle (Misiones)
Aristóbulo del Valle est une ville d'Argentine située dans le département de Cainguás de la province de Misiones. Elle est située sur la route nationale 14.

## Population
La ville comptait 8 562 habitants en 2001, ce qui représentait une hausse de 40 % par rapport aux 6 118 de 1991. La localité de Villa Salto Encantado peut être considérée comme faisant partie de son agglomération.

## Tourisme
Aristóbulo del Valle est appelée Capitale des chutes et cascades. On trouve en effet dans ses environs de nombreuses chutes d'eau que les touristes se plaisent à fréquenter pour admirer la beauté du paysage et pour se rafraichir. Parmi elles, la plus importante est le 
Salto Encantado, près duquel se trouve la localité de Villa Salto Encantado.